# HAS2
Hijaluronanska sintaza 2 je enzim koji je kod ljudi kodiran genom HAS2.

## Literatura
- Spicer AP, Nguyen TK (1999). „Mammalian hyaluronan synthases: investigation of functional relationships in vivo”. Biochem. Soc. Trans. 27 (2): 109—15. PMID 10093717. doi:10.1042/bst0270109.
- Watanabe K, Yamaguchi Y (1996). „Molecular identification of a putative human hyaluronan synthase”. J. Biol. Chem. 271 (38): 22945—8. PMID 8798477. doi:10.1074/jbc.271.38.22945 .
- Simpson MA, Wilson CM, Furcht LT,  . (2002). „Manipulation of hyaluronan synthase expression in prostate adenocarcinoma cells alters pericellular matrix retention and adhesion to bone marrow endothelial cells”. J. Biol. Chem. 277 (12): 10050—7. PMID 11790779. doi:10.1074/jbc.M110069200 .
- Strausberg RL, Feingold EA, Grouse LH,  . (2003). „Generation and initial analysis of more than 15,000 full-length human and mouse cDNA sequences”. Proc. Natl. Acad. Sci. U.S.A. 99 (26): 16899—903. Bibcode:2002PNAS...9916899M. PMC 139241 . PMID 12477932. doi:10.1073/pnas.242603899 .
- Suzuki K, Yamamoto T, Usui T,  . (2004). „Expression of hyaluronan synthase in intraocular proliferative diseases: regulation of expression in human vascular endothelial cells by transforming growth factor-beta”. Jpn. J. Ophthalmol. 47 (6): 557—64. PMID 14636845. doi:10.1016/j.jjo.2003.09.001.
- Sussmann M, Sarbia M, Meyer-Kirchrath J,  . (2004). „Induction of hyaluronic acid synthase 2 (HAS2) in human vascular smooth muscle cells by vasodilatory prostaglandins”. Circ. Res. 94 (5): 592—600. PMID 14752026. doi:10.1161/01.RES.0000119169.87429.A0 .
- Monslow J, Williams JD, Guy CA,  . (2004). „Identification and analysis of the promoter region of the human hyaluronan synthase 2 gene”. J. Biol. Chem. 279 (20): 20576—81. PMID 14988410. doi:10.1074/jbc.M312666200 .
- Gerhard DS, Wagner L, Feingold EA,  . (2004). „The Status, Quality, and Expansion of the NIH Full-Length cDNA Project: The Mammalian Gene Collection (MGC)”. Genome Res. 14 (10B): 2121—7. PMC 528928 . PMID 15489334. doi:10.1101/gr.2596504.
- Morerio C, Rapella A, Rosanda C,  . (2005). „PLAG1-HAS2 fusion in lipoblastoma with masked 8q intrachromosomal rearrangement”. Cancer Genet. Cytogenet. 156 (2): 183—4. PMID 15642402. doi:10.1016/j.cancergencyto.2004.04.017.
- Ducale AE, Ward SI, Dechert T, Yager DR (2005). „Regulation of hyaluronan synthase-2 expression in human intestinal mesenchymal cells: mechanisms of interleukin-1beta-mediated induction”. Am. J. Physiol. Gastrointest. Liver Physiol. 289 (3): G462—70. PMID 15677552. doi:10.1152/ajpgi.00494.2004.
- Saavalainen K, Pasonen-Seppänen S, Dunlop TW,  . (2005). „The human hyaluronan synthase 2 gene is a primary retinoic acid and epidermal growth factor responding gene”. J. Biol. Chem. 280 (15): 14636—44. PMID 15722343. doi:10.1074/jbc.M500206200 .
- Chao H, Spicer AP (2005). „Natural antisense mRNAs to hyaluronan synthase 2 inhibit hyaluronan biosynthesis and cell proliferation”. J. Biol. Chem. 280 (30): 27513—22. PMID 15843373. doi:10.1074/jbc.M411544200 .
- Nishida Y, Knudson W, Knudson CB, Ishiguro N (2005). „Antisense inhibition of hyaluronan synthase-2 in human osteosarcoma cells inhibits hyaluronan retention and tumorigenicity”. Exp. Cell Res. 307 (1): 194—203. PMC 3182490 . PMID 15922739. doi:10.1016/j.yexcr.2005.03.026.
- Grskovic B, Pollaschek C, Mueller MM, Stuhlmeier KM (2006). „Expression of hyaluronan synthase genes in umbilical cord blood stem/progenitor cells”. Biochim. Biophys. Acta. 1760 (6): 890—5. PMID 16564133. doi:10.1016/j.bbagen.2006.02.002.
- Monslow J, Williams JD, Fraser DJ,  . (2006). „Sp1 and Sp3 mediate constitutive transcription of the human hyaluronan synthase 2 gene”. J. Biol. Chem. 281 (26): 18043—50. PMID 16603733. doi:10.1074/jbc.M510467200 .
- Selbi W, Day AJ, Rugg MS,  . (2007). „Overexpression of hyaluronan synthase 2 alters hyaluronan distribution and function in proximal tubular epithelial cells”. J. Am. Soc. Nephrol. 17 (6): 1553—67. PMID 16687630. doi:10.1681/ASN.2005080879 .
- Campo GM, Avenoso A, Campo S,  . (2007). „TNF-alpha, IFN-gamma, and IL-1beta modulate hyaluronan synthase expression in human skin fibroblasts: synergistic effect by concomital treatment with FeSO4 plus ascorbate”. Mol. Cell. Biochem. 292 (1–2): 169—78. PMID 16786194. S2CID 37598580. doi:10.1007/s11010-006-9230-7.
- Cook AC, Chambers AF, Turley EA, Tuck AB (2006). „Osteopontin induction of hyaluronan synthase 2 expression promotes breast cancer malignancy”. J. Biol. Chem. 281 (34): 24381—9. PMID 16807238. doi:10.1074/jbc.M602694200 .
- Klewer SE, Yatskievych T, Pogreba K, Stevens MV, Antin PB, Camenisch TD (2006). „Has2 expression in heart forming regions is independent of BMP signaling”. Gene Expr Patterns. 6 (5): 462—70. PMID 16458617. doi:10.1016/j.modgep.2005.11.005.
- Camenisch TD, Schroeder JA, Bradley J, Klewer SE, McDonald JA (2002). „Heart-valve mesenchyme formation is dependent on hyaluronan-augmented activation of ErbB2-ErbB3 receptors”. Nat. Med. 8 (8): 850—5. PMID 12134143. S2CID 6092884. doi:10.1038/nm742.
- Camenisch TD, Spicer AP, Brehm-Gibson T, Biesterfeldt J, Augustine ML, Calabro A Jr, Kubalak S, Klewer SE, McDonald JA (2000). „Disruption of hyaluronan synthase-2 abrogates normal cardiac morphogenesis and hyaluronan-mediated transformation of epithelium to mesenchyme”. J Clin Invest. 106 (3): 349—60. PMC 314332 . PMID 10930438. doi:10.1172/JCI10272.